# Joseph Dantonello
Joseph Dantonello (* 6. April 1891 in Oettingen in Bayern; † 15. Januar 1945 in Augsburg) war ein deutscher Komponist, Musikpädagoge, Sänger und Dirigent. Er gehörte zu den prägenden Kirchenmusikern Augsburgs in der Zeit zwischen den beiden Weltkriegen.
Dantonello, von Beruf Volksschullehrer, war ab 1925 Chorregent in Hirblingen und bei St. Peter und Paul in Augsburg-Oberhausen. Daneben war er Leiter des Sängerbundes Augsburg-Oberhausen, der Augsburger Singschulfiliale in Oberhausen sowie der Klassen für Chor- und Opernchorgesang des Städtischen Konservatoriums. Zum 1. Mai 1937 trat er der NSDAP bei (Mitgliedsnummer 5.826.893). Er fiel einem Luftangriff auf die Stadt Augsburg zum Opfer. Seine Werke sind Kompositionen der geistlichen und weltlichen Chormusik.